# Manre
Manre est une commune française, située dans le département des Ardennes en région Grand Est.

## Géographie
La commune est à la limite sud du département des Ardennes : parmi les communes limitrophes, Gratreuil et Sommepy-Tahure appartiennent au département de la Marne.
| Aure                   | Marvaux-Vieux |                          |
|                        | Manre         | Ardeuil-et-Montfauxelles |
| Sommepy-Tahure (Marne) |               | Gratreuil (Marne)        |

Ce village est à la confluence de deux cours d'eau,  l'Allin (ou Alin, anciennement l'Aure) et les Viviers, encore appelé ruisseau de la Tannerie. À la sortie est du village, à l'endroit de cette confluence, près d'un ancien moulin, subsiste d'un ancien site médiéval un ouvrage de terre parfaitement circulaire, haut de 5 m, mesurant quelque 70 m de diamètre à la base et entouré d'un fossé en eau large d'une dizaine de mètres. Plus à l'est, le ruisseau du Bois Isay vient renforcer encore le ruisseau d'Allin.

### Hydrographie
La commune est dans la région hydrographique « la Seine du confluent de l'Oise (inclus) à l'embouchure » au sein du bassin Seine-Normandie. Elle est drainée par le ruisseau d'Alin, la Tannerie, la noue Peron, le Fossé 02 de la commune de Manre, le cours d'eau 01 de la Crois de Vaudu, le Fossé du Grand Pré et le cours d'eau 01 de la commune d'Ardeuil-et-Montfauxelles,.
Le ruisseau d'Alin, d'une longueur de 17 km, prend sa source dans la commune d'Aure et se jette  dans l'Aisne à Brécy-Brières, après avoir traversé huit communes.

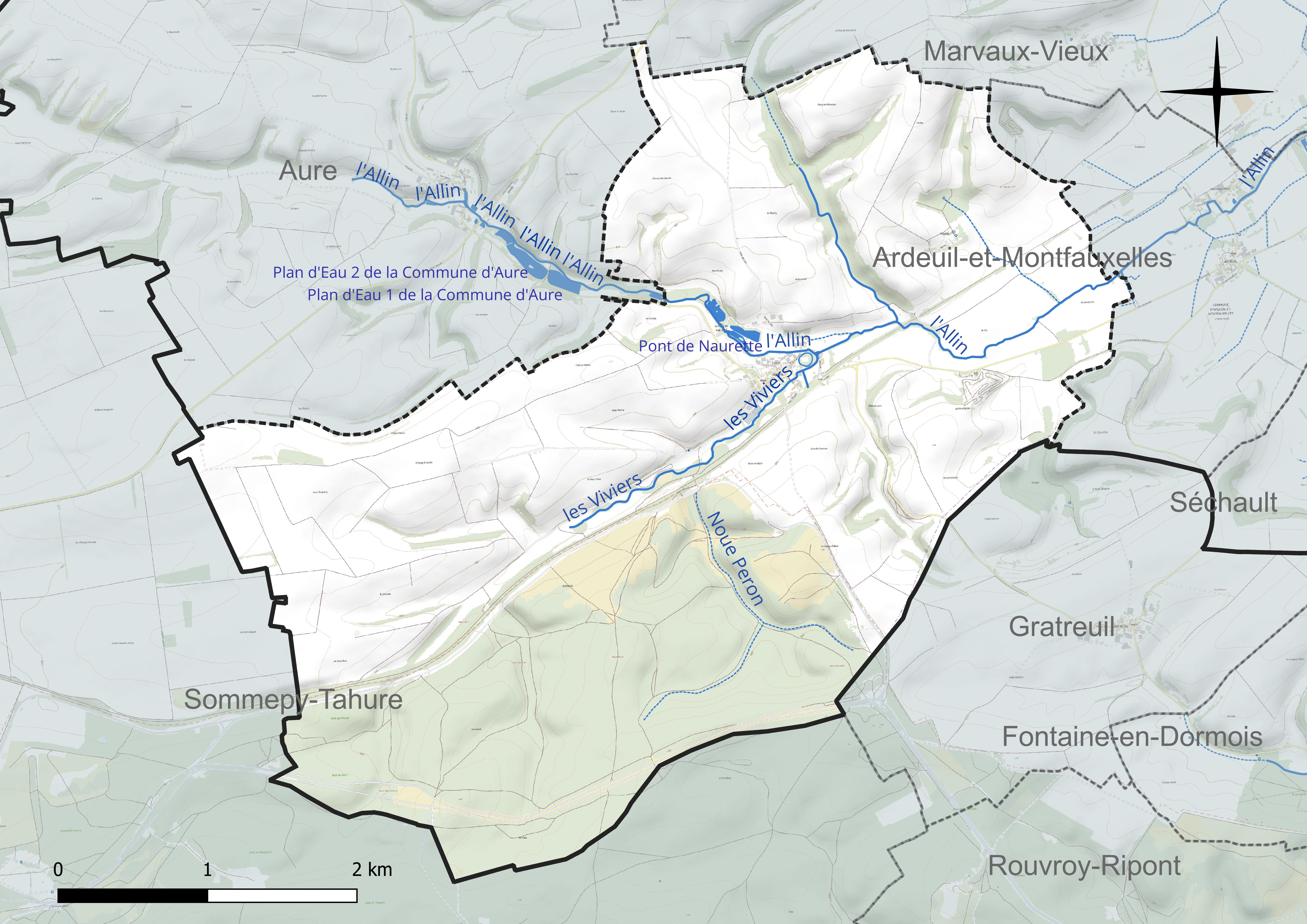
Réseau hydrographique de Manre.

Un plan d'eau complète le réseau hydrographique : Pont de Naurette (1,5 ha),.

### Climat
Pour des articles plus généraux, voir Climat du Grand Est et Climat des Ardennes.
En 2010, le climat de la commune est de type climat des marges montargnardes, selon une étude du Centre national de la recherche scientifique s'appuyant sur une série de données couvrant la période 1971-2000. En 2020, Météo-France publie une typologie des climats de la France métropolitaine dans laquelle la commune est exposée à un climat océanique altéré et est dans la région climatique Nord-est du bassin Parisien, caractérisée par un ensoleillement médiocre, une pluviométrie moyenne régulièrement répartie au cours de l’année et un hiver froid (3 °C).
Pour la période 1971-2000, la température annuelle moyenne est de 10,3 °C, avec une amplitude thermique annuelle de 16 °C. Le cumul annuel moyen de précipitations est de 816 mm, avec 12,7 jours de précipitations en janvier et 9 jours en juillet. Pour la période 1991-2020, la température moyenne annuelle observée sur la station météorologique de Météo-France la plus proche, « Sommepy », sur la commune de Sommepy-Tahure à 8 km à vol d'oiseau, est de 10,9 °C et le cumul annuel moyen de précipitations est de 771,4 mm. 
La température maximale relevée sur cette station est de 41 °C, atteinte le 25 juillet 2019 ; la température minimale est de −16 °C, atteinte le 4 janvier 2004,,.
Les paramètres climatiques de la commune ont été estimés pour le milieu du siècle (2041-2070) selon différents scénarios d'émission de gaz à effet de serre à partir des nouvelles projections climatiques de référence DRIAS-2020. Ils sont consultables sur un site dédié publié par Météo-France en novembre 2022.

## Urbanisme

### Typologie
Au 1er janvier 2024, Manre est catégorisée commune rurale à habitat dispersé, selon la nouvelle grille communale de densité à 7 niveaux définie par l'Insee en 2022.
Elle est située hors unité urbaine et hors attraction des villes,.

### Occupation des sols
L'occupation des sols de la commune, telle qu'elle ressort de la base de données européenne d’occupation biophysique des sols Corine Land Cover (CLC), est marquée par l'importance des territoires agricoles (65,5 % en 2018), une proportion identique à celle de 1990 (65,5 %). La répartition détaillée en 2018 est la suivante : 
terres arables (63 %), milieux à végétation arbustive et/ou herbacée (31 %), forêts (2,2 %), zones agricoles hétérogènes (1,5 %), zones urbanisées (1,4 %), prairies (1 %). L'évolution de l’occupation des sols de la commune et de ses infrastructures peut être observée sur les différentes représentations cartographiques du territoire : la carte de Cassini (XVIIIe siècle), la carte d'état-major (1820-1866) et les cartes ou photos aériennes de l'IGN pour la période actuelle (1950 à aujourd'hui).

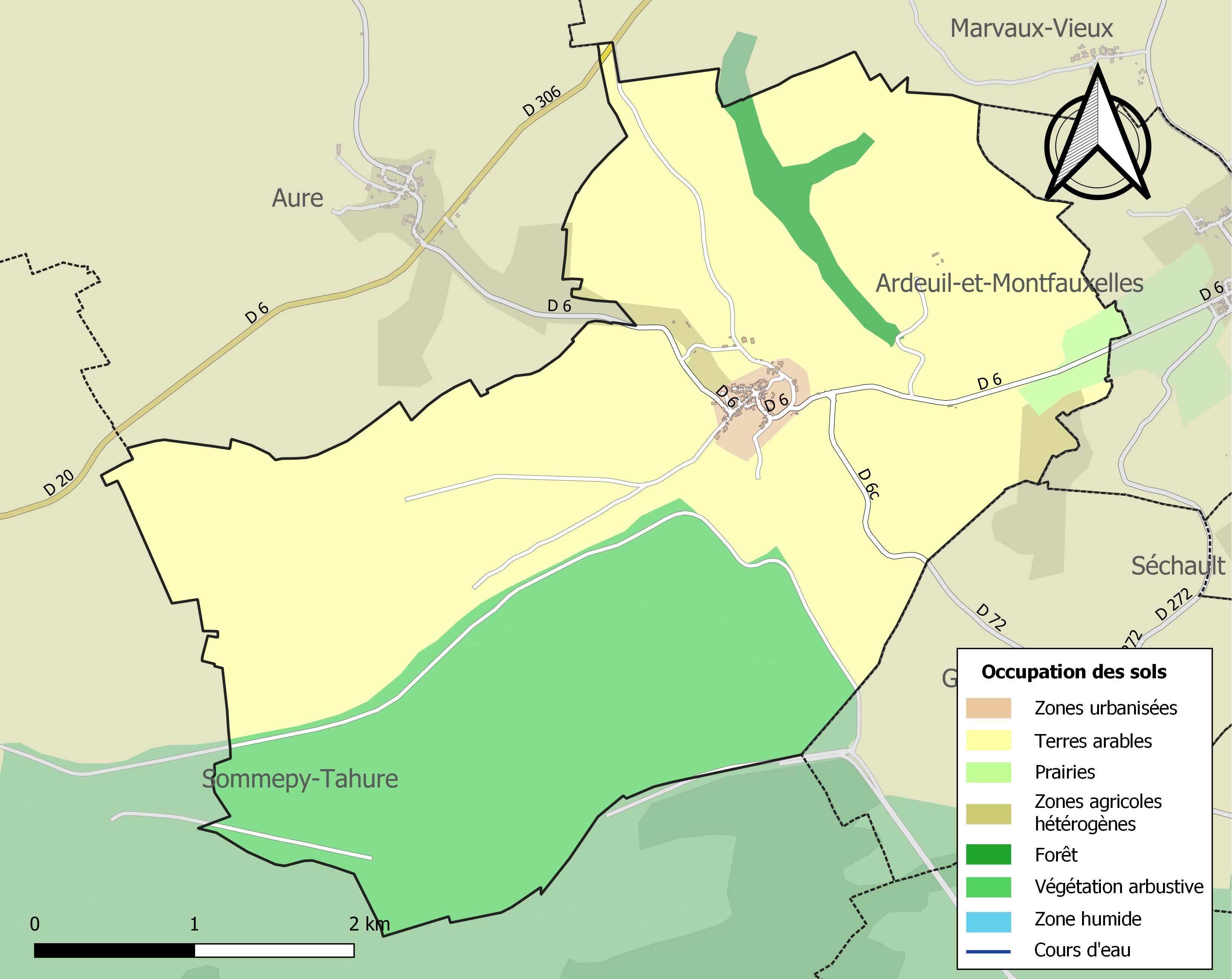
Carte des infrastructures et de l'occupation des sols de la commune en 2018 (CLC).

## Histoire
Le territoire de la commune a été un site celtique. Des squelettes ont été exhumés à plusieurs reprises au XIXe siècle, au nord du territoire de la commune. Plus récemment au XXe siècle, dans les années 1960, plus d'une vingtaine de tombes ont été mises en évidence sur le Mont-Troté, dans la partie sud-est du territoire de la commune, ainsi qu'une tombe à char, datant de la culture de La Tène. Outre les squelettes, des objets divers ont été exhumés, torques, bracelets, fibules, vases, etc. Une tombe est reconstituée au musée de l'Ardenne, et des éléments sont également présentés au musée Saint-Remi de Reims,. 

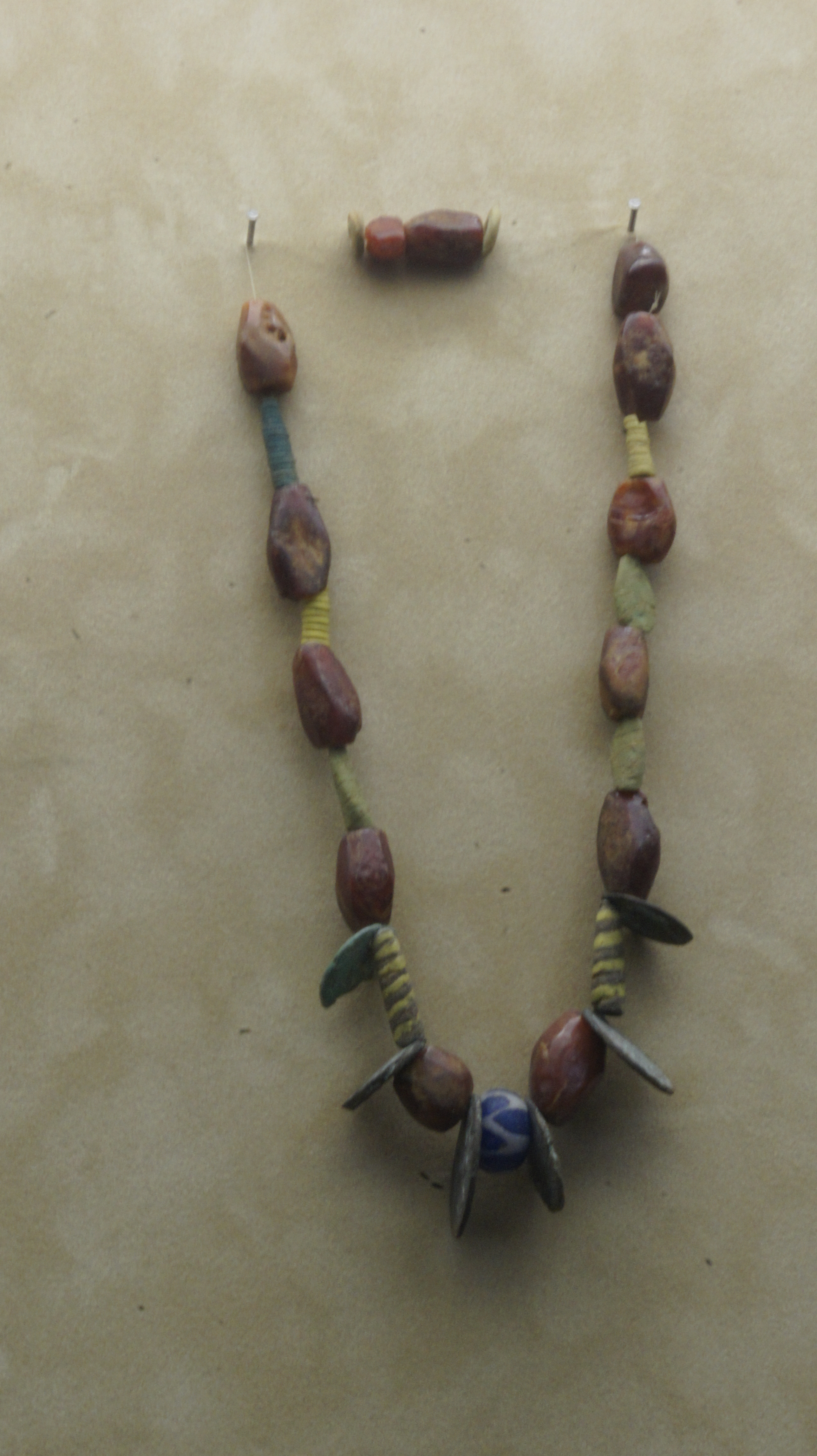
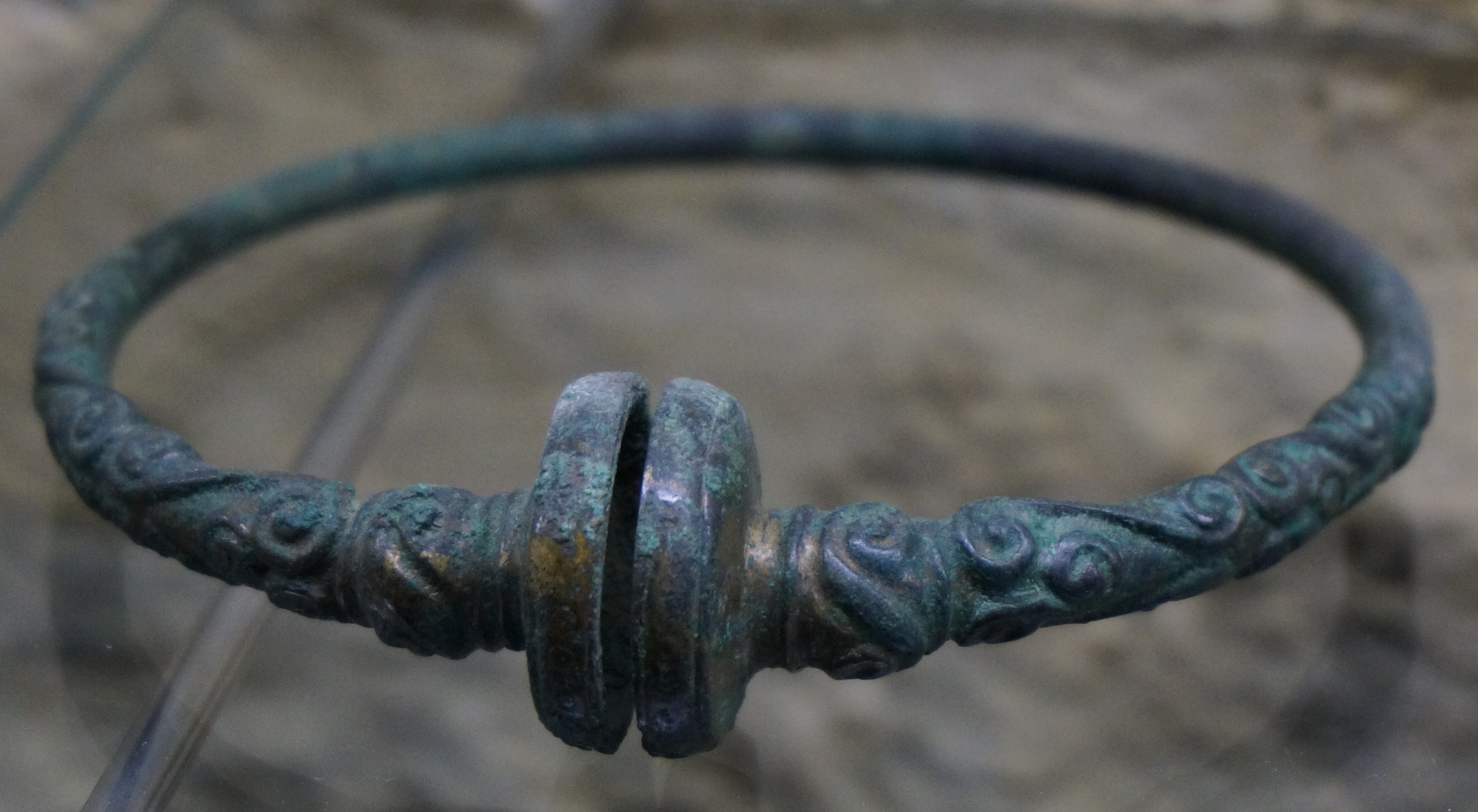
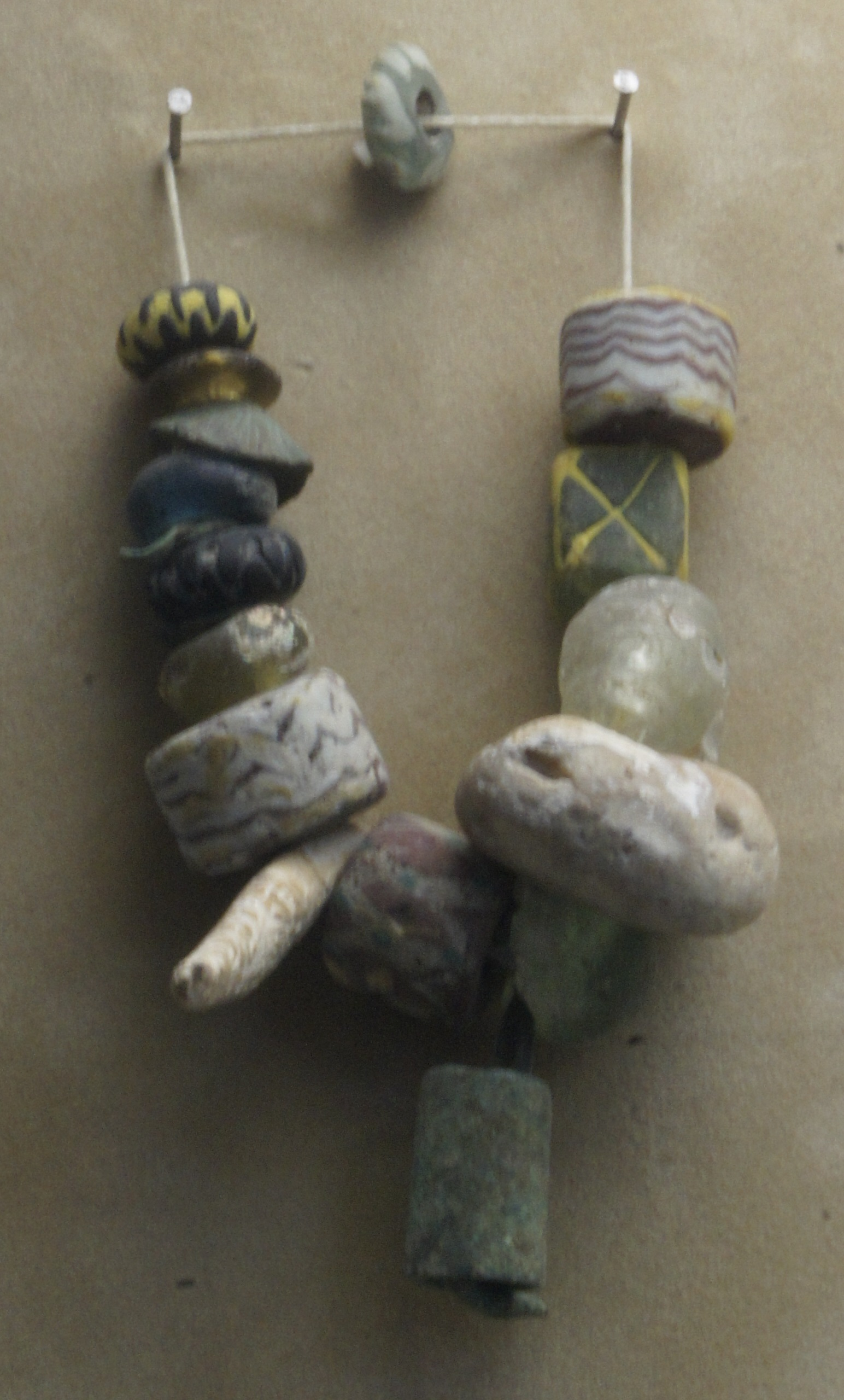

Vers l'an 1000, ce territoire est déjà la propriété de l'église de Reims, pour plusieurs siècles,. Les comtes de Grandpré en sont les avoués : ils en deviennent dans les faits les maîtres absolus, sauf l'hommage qu'ils rendent aux archevêques de Reims. Une charte de franchise est accordée en 1273 aux habitants, avec l'élection d'échevins, contre une contribution annuelle.
Le 1er janvier 1360, le duc de Lancastre investit le bourg malgré ses remparts, le ravage et l'incendie lors de la chevauchée vers Reims.
Pendant la Première Guerre mondiale, le front se stabilise de septembre 1914 à septembre 1918 à Tahure, au sud de la commune de Manre. Tahure est détruite complètement par le conflit et ne s'en relève pas. Fin septembre 1918, la 4e armée française du général français Henri Gouraud, épaulée par la première armée américaine du général Pershing, mène dans cette région la dernière attaque, l'offensive Meuse-Argonne. Manre est un des premiers villages libérés lors de cette attaque.

## Politique et administration
| Période                                  | Période      | Identité                | Étiquette | Qualité                 |
| ---------------------------------------- | ------------ | ----------------------- | --------- | ----------------------- |
| avant 1875                               | après 1879   | Galloy                  |           |                         |
| mars 1983                                | mars 2008    | Dominique Mainsant      |           | Agriculteur             |
| mars 2008                                | janvier 2017 | René Bruaux             |           | Agriculteur             |
| avril 2017                               | 23 mai 2020  | Michel Mendes           |           | Retraité                |
| 23 mai 2020                              | En cours     | Gérald Gérald Lorfeuvre |           | Administrateur de biens |
| Les données manquantes sont à compléter. |              |                         |           |                         |

## Démographie
L'évolution du nombre d'habitants est connue à travers les recensements de la population effectués dans la commune depuis 1793. Pour les communes de moins de 10 000 habitants, une enquête de recensement portant sur toute la population est réalisée tous les cinq ans, les populations de référence des années intermédiaires étant quant à elles estimées par interpolation ou extrapolation. Pour la commune, le premier recensement exhaustif entrant dans le cadre du nouveau dispositif a été réalisé en 2006.

En 2022, la commune comptait 105 habitants, en évolution de +5 % par rapport à 2016 (Ardennes : −2,97 %, France hors Mayotte : +2,11 %).
| 1793 | 1800 | 1806 | 1821 | 1831 | 1836 | 1841 | 1846 | 1851 |
| ---- | ---- | ---- | ---- | ---- | ---- | ---- | ---- | ---- |
| 295  | 321  | 347  | 375  | 427  | 427  | 407  | 376  | 377  |

| 1866 | 1872 | 1876 | 1881 | 1886 | 1891 | 1896 | 1901 | 1906 |
| ---- | ---- | ---- | ---- | ---- | ---- | ---- | ---- | ---- |
| 335  | 288  | 275  | 278  | 290  | 260  | 254  | 243  | 250  |

| 1911 | 1921 | 1926 | 1931 | 1936 | 1946 | 1954 | 1962 | 1968 |
| ---- | ---- | ---- | ---- | ---- | ---- | ---- | ---- | ---- |
| 248  | 196  | 204  | 227  | 220  | 184  | 218  | 165  | 138  |

| 1975 | 1982 | 1990 | 1999 | 2006 | 2011 | 2016 | 2021 | 2022 |
| ---- | ---- | ---- | ---- | ---- | ---- | ---- | ---- | ---- |
| 138  | 125  | 114  | 108  | 123  | 95   | 100  | 103  | 105  |

## Lieux et monuments

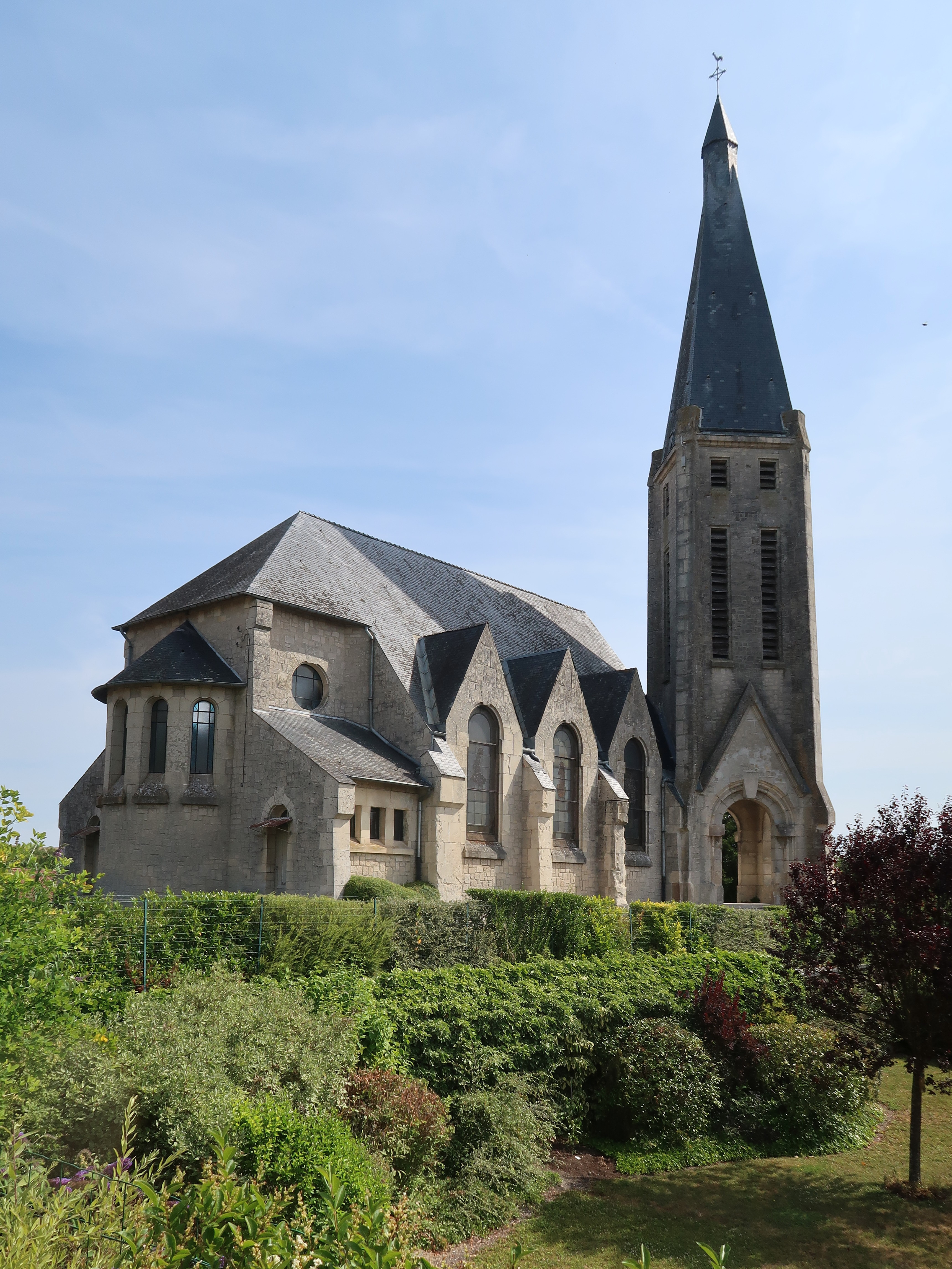
Église.

### ÉgliseSaint-Martin
Construire dans les années 1920, elle remplace une église détruite au cours de la Première Guerre mondiale.

### Moulin de Manre
Un moulin existe depuis plusieurs siècles à l'extrémité est du village et à la confluence  de l'Allin et du ruisseau de la Tannerie,. Il est cité dans la charte de 1273. Ce moulin a appartenu notamment à deux grandes familles de meuniers des Ardennes, les Périnet puis les Payer (la famille des Payer s'est divisée en plusieurs branches ; le botaniste Jean-Baptiste Payer, fils de meunier, est issu d'une de ses branches implantée dans le Vouzinois). Cet ancien moulin conserve des installations industrielles du XIXe siècle, en particulier une roue à augets verticale, en fer, et une turbine hydraulique. Le bâtiment de meunerie est en brique, à toit à deux pans, avec des planchers soutenus par des colonnes en fonte. Les façades montrent un décor géométrique à motifs de briques sur les façades. Un ancien logement patronal, en brique et pierre, dans un style Art déco est accolé à cette ancienne meunerie. Construit sur un soubassement surélevé, il est surmonté de toits à croupe et en pavillon débordants. Au XXe siècle, le moulin est utilisé pour moudre des farines pour animaux, puis converti en habitations en 1985.

## Personnalités liées à la commune
- Michel Veilande, (1767-1845), général de brigade du Premier Empire, homme politique sous la Restauration.